# Lakes (Alaska)
Lakes ist ein ehemaliges Census-designated place (CDP) im Matanuska-Susitna Borough in Alaska in den Vereinigten Staaten. Die Gegend liegt nordöstlich von Anchorage zwischen Wasilla und Gateway abseits des Glenn Highways. 

## Geschichte
Die Gegend wurde von den Dena'ina-Athabasken „Benteh“ (zwischen den Seen) genannt. 1915 begann die Besiedlung der Region des heutigen Lakes um die Seen Finger und Cottonwood durch Arbeiter des Willow Creek Mining Districts. In den 1930er-Jahren war W. J. Bogard, einer der wohlhabendsten Landwirte der Gegend, maßgeblich an der Durchsetzung des Baus der Bogard Road, einer Straßenverbindung nach Wasilla, beteiligt. In den 1980er-Jahren wuchs die Gemeinde durch ihre Lage im Einzugsgebiet der Großstadt Anchorage schnell. 
Lakes wurde bis ins Jahr 2010 noch als Census-designated place (CDP) statistisch erfasst. Im Rahmen der Volkszählung 2020 wurde der Ort dann in die zwei CDPs North Lakes und South Lakes aufgeteilt.

## Wirtschaft und Infrastruktur
Viele Einwohner arbeiten in Anchorage, Palmer und Wasilla vorwiegend im Einzelhandel oder sind im öffentlichen Dienst bei der Gemeindeverwaltung sowie der Verwaltung des Boroughs und des Bundes beschäftigt. 
Der George Parks- und der Glenn Highway verbinden Lakes mit Anchorage im Süden und Fairbanks im Norden. Die Alaska Railroad von Fairbanks nach Seward hält in Wasilla. Kleinere Flughäfen gibt es in Wasilla und Palmer, dazu zehn private Flugpisten sowie Landemöglichkeiten für Wasserflugzeuge auf den Seen Wasilla, Jacobsen und Lucille.